# Abades
Abades település Spanyolországban, Segovia tartományban. Abades Segovia, Lastras del Pozo, Juarros de Riomoros, Marazoleja, Martín Miguel és Valverde del Majano községekkel határos. Lakosainak száma 859 fő (2024).

## Népesség
A település népessége az elmúlt években az alábbi módon változott:
| Lakosok száma | 852  | 888  | 905  | 906  | 882  | 873  | 864  | 848  | 839  | 859  |
|               | 2001 | 2004 | 2007 | 2009 | 2012 | 2014 | 2017 | 2019 | 2022 | 2024 |